# فرانشيسكو جراندولوفو
فرانشيسكو جراندولوفو (بالإيطالية: Francesco Grandolfo)‏ (26 يوليو 1992 بكاستلانا غروتي في إيطاليا - ) هو لاعب كرة قدم إيطالي في مركز الهجوم. لعب مع كييفو فيرونا ونادي باري ونادي سافونا ‏ وSSD Correggese Calcio 1948 ‏ وTritium Calcio 1908 ‏ وFidelis Andria 2018 ‏.

## وصلات خارجية
- فرانشيسكو جراندولوفو على موقع الاتحاد الأوربي (الإنجليزية)
- فرانشيسكو جراندولوفو على موقع قاعدة بيانات كرة القدم.إي يو (الإنجليزية)
- فرانشيسكو جراندولوفو على موقع Soccerway.com (الإنجليزية)
- فرانشيسكو جراندولوفو على موقع عالم كرة القدم.نت (الإنجليزية)